# コンゴ民主共和国の国旗
コンゴ民主共和国の国旗は2006年2月20日に制定されている。
現在の国旗は2005年12月に批准された憲法に基づく。1963年から1971年まで採用された国旗にデザインが類似しているが、濃い青が平和を象徴する水色に改められている。赤は国家のために殉じた者の血、黄色は国富、星は国家の輝かしい未来を象徴している。

大統領旗
?現在の国旗（縦横比2:3の別タイプ）

## 旧国旗
1997年に制定された国旗は、1960年の独立から1963年の間にも類似したデザインのものが採用されていた。左側の6つの星は独立時の6つの州に由来する。現在のコンゴ民主共和国の行政区域は、10の州と州に属さない首都キンシャサ市からなるため、現状と一致していない。
この旗は、ベルギー国王のレオポルド2世設立の国際アフリカ協会（en）が1877年に制定した旗を基にしている。この旗の原型は探検家のヘンリー・モートン・スタンリーが作成したもので、『闇の奥』に描かれたような暗黒のアフリカの中で明るく輝く「文明の光」を象徴化したとされ、金色（黄色）の五芒星と青い背景からなる。この旗がコンゴ自由国の国旗として採用され、ベルギー領コンゴとなってからも引き続き使用された。
1960年6月30日にベルギーから独立したときに、左側に6つの州を意味する6つの黄色い星が付け加えられた国旗が使われた。この国旗は1963年まで用いられた。
モブツ・セセ・セコが独裁政権を確立した1963年に国旗が改められた。6つの星がなくなり、中央の星は左上に移動し、左下から右上に斜めに横断する赤と黄色の帯が付け加えられた。この国旗は1966年にデザインが少し変更された後、1971年まで用いられた。
1971年に国名がザイール共和国に改められるのと同時に、全く異なるデザインの国旗に改められた。汎アフリカ色である緑・黄色・赤を使用し、緑地に中央の黄い円にたいまつを持つ黒人の腕が描かれた。この国旗は1997年にモブツ政権が倒されるまで使用された。

?1877年に制定された国際アフリカ協会の旗。コンゴ自由国（1877年 - 1908年）とベルギー領コンゴ（1908年 - 1960年）の旗も同じ
?ベルギー領コンゴの商船旗
?ベルギー領コンゴの総督旗
?1960年 - 1963年独立当時の国旗
?1966年 - 1971年の国旗
?1971年 - 1997年 ザイール共和国の国旗
?1997年 - 2003年の国旗
?2003年 - 2006年の国旗

## その他

?カタンガ共和国の国旗（1960年 - 1963年）
?南カサイの国旗（1960年 - 1962年）
人民防衛国民会議の党旗